# Acqua di melissa
L'acqua di melissa è un infuso alcolico che per secoli è appartenuto alla farmacopea popolare.

## Preparazione

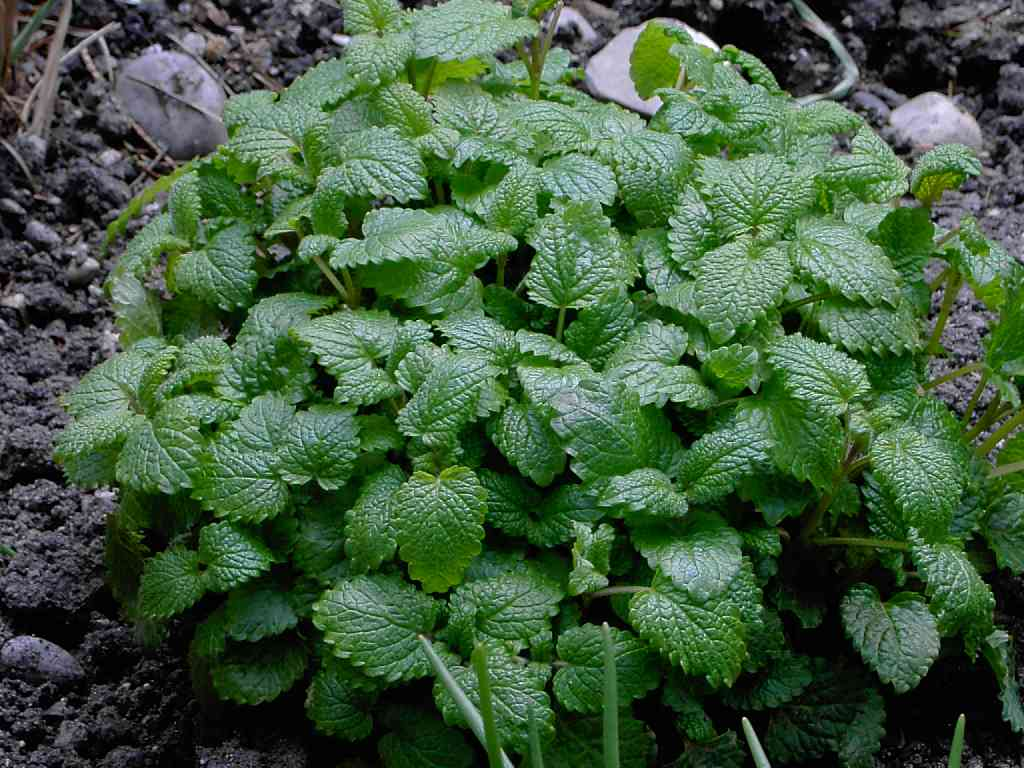
Una pianta di Melissa officinalis.

Si ricava da un'erba, detta normalmente cedronella, mentre il nome melissa, di carattere più dotto, ha la radice mel di miele.
Per la sua produzione si usano le sommità fiorite, più ricche di oli essenziali. Il prodotto, del resto, anche oggi viene utilizzato in erboristeria e sono riconosciuti gli effetti curativi.
La preparazione tradizionale vede aggiunta alla melissa buccia di limone grattugiata, cannella, chiodi di garofano, noci moscate, radice di angelica e coriandolo. Il composto viene bollito in acqua per un tempo breve: vi si aggiunge altrettanta quantità di grappa e viene travasato in un recipiente chiuso ermeticamente e lasciato esposto al sole per tre settimane. Il liquore così ottenuto, dopo un accurato filtraggio, viene imbottigliato.

## Storia
Particolarmente famose erano le acque di melissa preparate dalle monache carmelitane francesi ed era usata per un gran numero di disturbi fisici e nervosi. Dal 1710 in Italia, l'acqua di Melissa è prodotta dai Padri Carmelitani Scalzi della Provincia Veneta che tuttora la coltivano, la distillano, ne studiano le virtù terapeutiche e ne curano la commercializzazione.
È stata riconosciuta come P.A.T..